# Dolichomacrostomidae
Ordre
Les Dolichomacrostomidae sont une famille de vers plats marins et libres.

## Liste desgenres
- Dolichomacrostominae Rieger, 1971 
  - Austromacrostomum Rieger, 1971
  - Cylindromacrostomum Rieger, 1971
  - Dolichomacrostomum Luther, 1947
  - Megamorion Rieger & Sterrer, 1968
  - Meiocheta Rieger, 1971
  - Paramacrostomum Riedel, 1932
  - Paromalostomum Meixner in Ax, 1951
- Karlingiinae Rieger, 1971 
  - Acanthomacrostomum Papi & Swedmark, 1959
  - Karlingia Ferguson, 1954
  - Myozonaria Rieger, 1968
  - Paramyozonaria Rieger, 1971
  - Riegerizonaria Faubel, sous presse
- Bathymacrostominae Faubel, 1977 
  - Bathymacrostomum Faubel, 1977
  - Mactanea Faubel, sous presse